# 慈善、文化、教育及體育利益
慈善、文化、教育及體育利益（簡稱慈文教體）為澳門特別行政區立法會內間接選舉之其中一個組別，從未出現多於一個提名委員會(組別)，亦未出現過差額選舉，故候選人都篤定當選。

## 簡介
澳門特別行政區立法會間選十席中慈善、文化、教育及體育利益得兩席，由張立群、陳澤武擔任。
各組別從未出現多於一個提名委員會(組別)，亦未出現過差額選舉，故候選人都篤定當選。此情況今屆再度出現，令人對現有選舉制度提出質疑。